# You Should Meet My Son!
You Should Meet My Son! – niezależny amerykański film komediowy z 2010 roku, napisany, wyprodukowany i wyreżyserowany przez Keitha Hartmana. Pierwszy pełnometrażowy film Hartmana. Projekt swoją premierę miał w 2010 podczas przeglądu filmów o tematyce LGBT QFest; 21 sierpnia 2011 prezentowany był na imprezie FilmOut San Diego.
Komedia wyróżniona została nagrodami w trakcie 2010 Reel Out Film Festival, '10 Memphis Out Flix oraz '10 North Carolina Gay & Lesbian Film Festival.

## Opis fabuły
Mae, konserwatywna katoliczka, dowiaduje się, że jej jedyny syn Brian jest gejem. Właśnie wtedy Brian kończy swój kilkuletni związek ze współlokatorem. Kierowana myślą, że nie może pozwolić, by jej dziecko skazane było na brak partnera i samotność, kobieta postanawia znaleźć mu nowego chłopaka − łamiąc tym samym uprzedzenia. W wypełnieniu zadania pomaga jej równie ekscentryczna siostra.

## Obsada
- Joanne McGee − Mae
- Carol Goans − Rose
- Stewart Carrico − Brian
- Ginger Pullman − Jennie Sue
- Steve Snyder − Chase
- Acquah Dansoh − Fantasia Ecstravaganza
- Matt Palazzolo − Salsa Rojah
- Chris Nolan − Greg
- Brett Holland − Dennis